# 식물지리학
식물지리학은 생물지리학의 일종으로, 식물 종의 지리적 분포와 이가 지구 표면에 미치는 영향을 주로 연구하는 학문이다. 식물지리학은 식물 분포의 모든 방면을 연구하며, 종 각각의 분포 범위를 조사, 이가 식물상에 미치는 구조적 영향을 연구한다. 반대로 지구 식물학은 식물에 대한 지리적 공간의 영향에 집중한다.

## 같이 보기
- 생물지리학
- 식물학
- 생태 분포
- 동물지리학